# Dondon
Dondon (Haitianisch-Kreolisch Dondon) ist eine Gemeinde im Département Nord von Haiti.

## Geschichte
Der auf frühe Siedlungen französischer Pflanzer zurückgehende Ort Dondon wurde Anfang des 18. Jahrhunderts erstmals erwähnt. Er wurde zunächst Trou-Dondon genannt. Die Verwaltung der Kolonie Saint-Domingue begann 1702 damit, einfache Wege über Land anzulegen, um den Warenaustausch von den stets durch Kaperer gefährdeten Seeverbindungen der Kabotage unabhängiger zu machen. Im Jahr 1706 folgte eine Verbindung zwischen Dondon und Mirebalais auf den vier Jahre zuvor ausgebauten Weg zwischen dem Cap und Léogâne.
Um das Jahr 1727 nahm die Siedlung durch Gründung einer katholischen Kirchengemeinde, die dem Heiligen Martin gewidmet wurde, die Form einer Ortschaft an. Im Jahr 1789 zählte die Gemeinde Dondon, die damals zum inzwischen aufgelösten Bezirk Limonade gehörte, 600 weiße Siedler und 9000 Sklaven.
Während der Aufstände der Sklaven, die der Unabhängigkeit Haitis voraus gingen, kam es in Dondon im Jahr 1791 zu einem schweren Kampf zwischen Truppen des Oberst de Touzard und rund 4000 Sklaven. Hohe Verluste der Aufständischen wurden immer wieder durch neu hinzukommende Rebellen aufgefüllt und die Franzosen mussten sich schließlich zurückziehen.
Im Jahr 1793 wurde Dondon ebenso wie weite Teile des Nordens von den Spaniern unter dem seinerzeit für diese kämpfenden Toussaint Louverture eingenommen. Im Jahr 1794 gingen Dondon und die anderen spanischen Eroberungen, wiederum unter Louverture (der die Seiten gewechselt hatte) zurück an die Franzosen.
Im Oktober 1801 war Dondon einer der Ausgangspunkte der mächtigsten Erhebung der Sklaven gegen die Kolonialherren.
Während der Aufstands der Caco gehörte Dondon zu den Orten des Nordens, in denen die Regierung im Jahr 1865 unter Einsatz massiver Gewalt Ruhe und Ordnung aufrechterhielt.
Im Jahr 1876 marschierte Pierre Nord Alexis, Kriegsminister im Kabinett von Präsident Sylvain Salnave, über Dondon zum Cap, um den Sezessionsbestrebungen des Nordens entgegenzutreten.

## Lage und Beschreibung
Neben dem Stadtzentrum Ville de Dondon bestehen fünf Gemeindebezirke:
1. Brostage mit Amadi, Bois Pin, Carrefour Seize, Congo, Ginette, Lagon, La Pète, Latou, Ménard und Vaseux,
2. Bassin Caïman mit Bois-Neuf, Fève, Jean-Charles, La Fague, Peujot und Platon-Prière,
3. Matador mit Bellevue, Blaise, Bois Jumeau, Boisson, Carrefour, Cusson, Fontaine, Gros-Roche und Mare Laroche,
4. Laguille mit Audate, Bernice, Desroches, Doverne, Garde Champêtre, Habitation Guillaume, Laguilde, La Voute, La Voute Miguette, Leroy, Nan Michel, Plaine-Coursac, Toussaint und Vasè sowie
5. Haut du Trou mit David, Dessources, Piguer, Saint-Germain und Soufrière.

Die Route Nationale RN-3 verbindet Dondon mit Saint-Raphaël im Süden (12 Kilometer). Das Bergland nördlich der Gemeinde ist verkehrsmäßíg kaum erschlossen.
Dondon ist für die in der Umgebung befindlichen Höhlen und Grotten bekannt. Im Jahr 2014 wurde zur Förderung des Ökotourismus erstmals ein Festival der Grotten veranstaltet. Die zehnte mehrtägige Veranstaltung dieser Art wurde vom 18. bis 22. Juli 2025 organisiert.

## Personen aus Dondon
- Vincent Ogé (1756–1791), französischer Rebell und Kämpfer für die Unabhängigkeit von Saint-Domingue[10]